# Seznam medailistů na mistrovství světa – dálka
Skok do dálky patří do programu mistrovství světa od prvního ročníku v roce 1983. Mezi vítězi v kategorii mužů i žen převažují reprezentanti USA.

## Rekordmani mistrovství světa v atletice

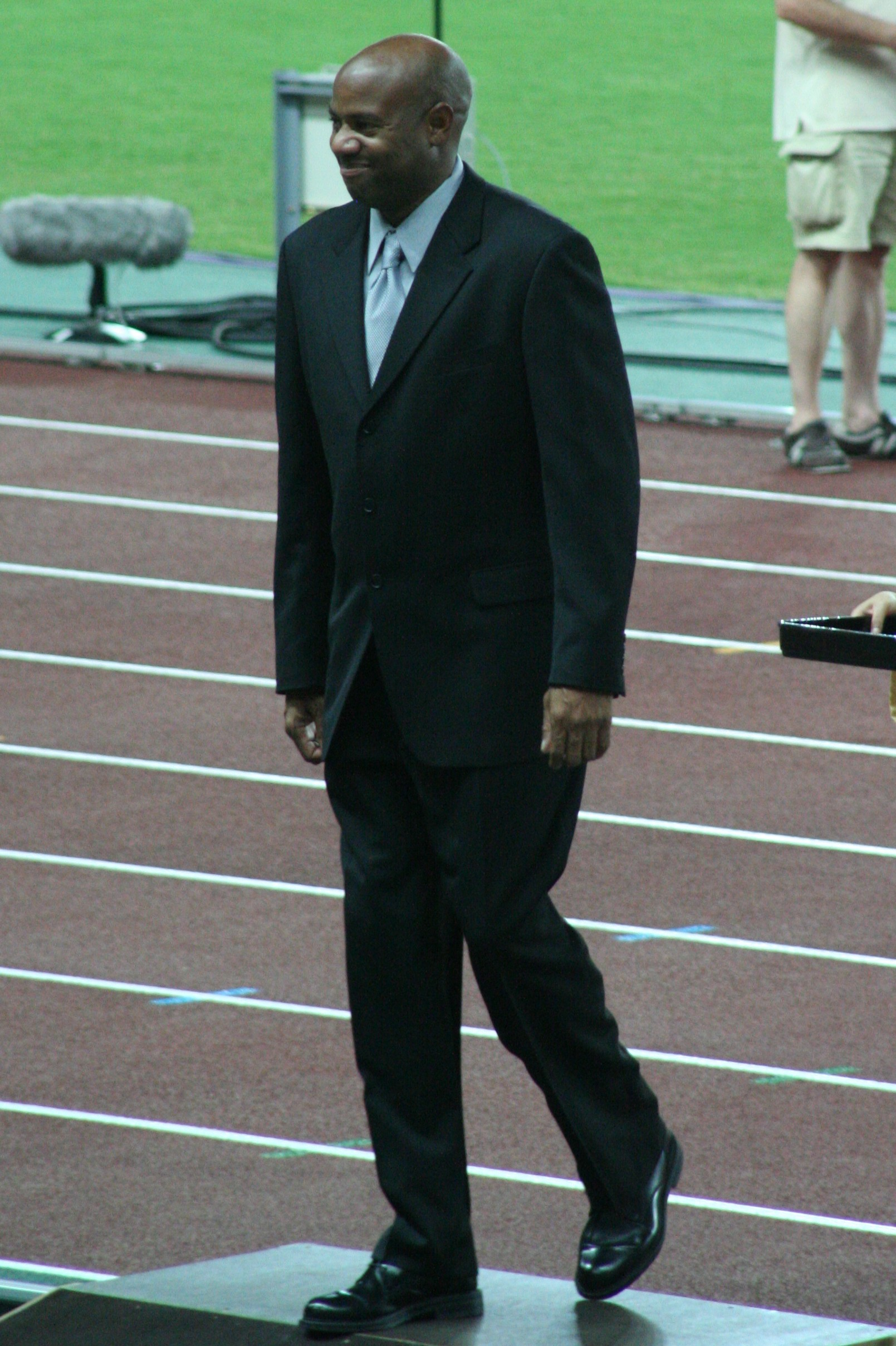
Muži -  Mike Powell
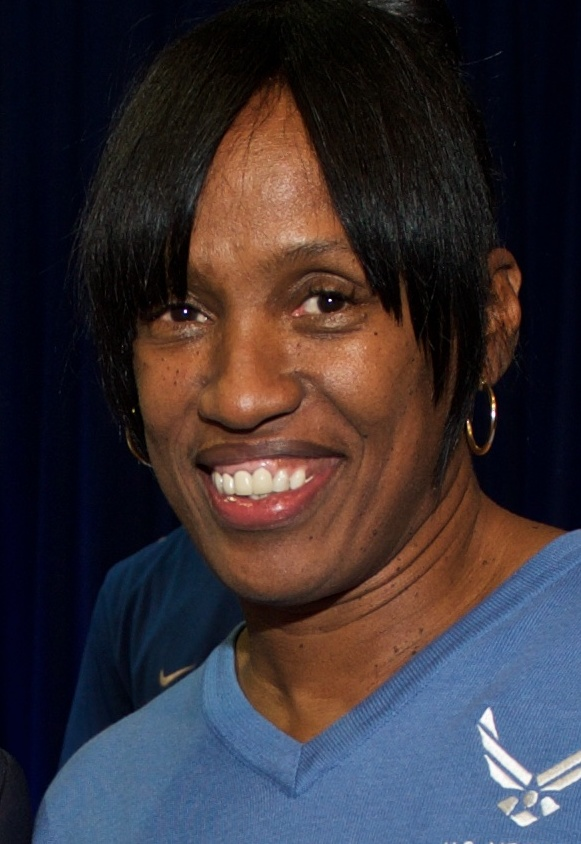
Ženy -  Jackie Joynerová-Kerseeová

### Muži
| Rok     | Místo     | Zlato               | Výkon vítěze | Stříbro                | Bronz                  |
| ------- | --------- | ------------------- | ------------ | ---------------------- | ---------------------- |
| MS 1983 | Helsinky  | Carl Lewis          | 855          | Jason Grimes           | Mike Conley            |
| MS 1987 | Řím       | Carl Lewis          | 867          | Robert Emmijan         | Larry Myricks          |
| MS 1991 | Tokio     | Mike Powell         | 895 – RMS    | Carl Lewis             | Larry Myricks          |
| MS 1993 | Stuttgart | Mike Powell         | 859          | Stanislav Tarasenko    | Vitalij Kirilenko      |
| MS 1995 | Göteborg  | Iván Pedroso        | 870          | James Beckford         | Mike Powell            |
| MS 1997 | Athény    | Iván Pedroso        | 842          | Erick Walder           | Kirill Sosunov         |
| MS 1999 | Sevilla   | Iván Pedroso        | 856          | Yago Lamela            | Gregor Cankar          |
| MS 2001 | Edmonton  | Iván Pedroso        | 840          | Savante Stringfellow   | Carlos Calado          |
| MS 2003 | Paříž     | Dwight Phillips     | 832          | James Beckford         | Yago Lamela            |
| MS 2005 | Helsinky  | Dwight Phillips     | 860          | Ignisious Gaisah       | Tommi Evilä            |
| MS 2007 | Ósaka     | Irving Saladino     | 857          | Andrew Howe            | Dwight Phillips        |
| MS 2009 | Berlín    | Dwight Phillips     | 854          | Godfrey Khotso Mokoena | Mitchell Watt          |
| MS 2011 | Tegu      | Dwight Phillips     | 845          | Mitchell Watt          | Ngonidzashe Makusha    |
| MS 2013 | Moskva    | Alexandr Meňkov     | 856          | Ignisious Gaisah       | Luis Rivera            |
| MS 2015 | Peking    | Greg Rutherford     | 841          | Fabrice Lapierre       | Jianan Wang            |
| MS 2017 | Londýn    | Luvo Manyonga       | 848          | Jarrion Lawson         | Rushwal Samaai         |
| MS 2019 | Dauhá     | Tajay Gayle         | 869          | Jeff Henderson         | Juan Miguel Echevarría |
| MS 2022 | Dauhá     | Wang Jianan         | 836          | Miltiadis Tentoglou    | Simon Ehammer          |
| MS 2023 | Budapešť  | Miltiadis Tentoglou | 852          | Wayne Pinnock          | Tajay Gayle            |

### Ženy
| Rok     | Místo     | Zlato                      | Výkon vítěze | Stříbro                | Bronz                       |
| ------- | --------- | -------------------------- | ------------ | ---------------------- | --------------------------- |
| MS 1983 | Helsinky  | Heike Drechslerová         | 727          | Anişoara Cuşmirová     | Carol Lewisová              |
| MS 1987 | Řím       | Jackie Joynerová-Kerseeová | 736 – RMS    | Jelena Belevská        | Heike Drechslerová          |
| MS 1991 | Tokio     | Jackie Joynerová-Kerseeová | 732          | Heike Drechslerová     | Larisa Běrežná              |
| MS 1993 | Stuttgart | Heike Drechslerová         | 711          | Larisa Běrežná         | Renata Nielsenová           |
| MS 1995 | Göteborg  | Fiona Mayová               | 698          | Niurka Montalvová      | Irina Mušajlovová           |
| MS 1997 | Athény    | Ljudmila Galkinová         | 705          | Niki Xanthou           | Fiona Mayová                |
| MS 1999 | Sevilla   | Niurka Montalvová          | 706          | Fiona Mayová           | Marion Jonesová             |
| MS 2001 | Edmonton  | Fiona Mayová               | 702          | Taťjana Kotovová       | Niurka Montalvová           |
| MS 2003 | Paříž     | Eunice Barberová           | 699          | Taťjana Kotovová       | Anju Bobby Georgeová        |
| MS 2005 | Helsinky  | Tianna Madisonová          | 689          | Taťjana Kotovová       | Eunice Barberová            |
| MS 2007 | Ósaka     | Taťjana Lebeděvová         | 703          | Ljudmila Kolčanovová   | Taťjana Kotovová            |
| MS 2009 | Berlín    | Brittney Reeseová          | 710          | Taťjana Lebeděvová     | Karin Mey Melisová          |
| MS 2011 | Tegu      | Brittney Reeseová          | 682          | Olga Kučerenková       | Ineta Radevičová            |
| MS 2013 | Moskva    | Brittney Reeseová          | 701          | Blessing Okagbareová   | Ivana Španovićová           |
| MS 2015 | Peking    | Tianna Madisonová          | 714          | Shara Proctorová       | Ivana Španovićová           |
| MS 2017 | Londýn    | Brittney Reeseová          | 702          | Darja Klišinová        | Tianna Bartolettaová        |
| MS 2019 | Dauhá     | Malaika Mihambo            | 730          | Maryna Romančuková     | Ese Brume                   |
| MS 2022 | Eugene    | Malaika Mihambo            | 712          | Ese Brume              | Leticia Oro Melo            |
| MS 2023 | Budapešť  | Ivana Vuletová             | 714          | Tara Davis-Woodhallová | Alina Rotaruová-Kottmannová |